# Attaque au couteau du 31 mai 2024 à Mannheim
 (février 2025).
Si vous disposez d'ouvrages ou d'articles de référence ou si vous connaissez des sites web de qualité traitant du thème abordé ici, merci de compléter l'article en donnant les références utiles à sa vérifiabilité et en les liant à la section « Notes et références ».
L'attaque au couteau du 31 mai 2024 est un attentat terroriste ayant eu lieu à Mannheim en Allemagne. Le 31 mai 2024 à 11h34, un homme a tendu une embuscade et poignardé plusieurs personnes lors d'un rassemblement organisé par le mouvement citoyen d'extrême droite anti-djihad Pax Europa sur la place du marché de Mannheim, dans le Bade-Wurtemberg, en Allemagne. Il a blessé mortellement un officier de police, qui est décédé deux jours plus tard, et a blessé cinq autres personnes. Parmi les victimes figurait l'activiste controversé Michael Stürzenberger, principal orateur du rassemblement. Six personnes ont été blessées, dont Stürzenberger et un policier qui a été poignardé au cou et qui est décédé de ses blessures deux jours plus tard. L'attaque a été stoppée lorsque le suspect a été blessé par balle par un autre policier. Les enquêteurs soupçonnent que le motif du suspect était de nature islamiste.

## Attentat
Le rassemblement du mouvement citoyen Pax Europa s'est tenu sur la place du marché de Mannheim, où Michael Stürzenberger devait prononcer un discours. L'attaque au couteau a eu lieu vers 11 h 34, alors que Stürzenberger se préparait pour l'événement, et qu'une tierce personne était en train de le retransmettre en direct sur YouTube. Les images de l'événement montrent le suspect observant la scène pendant un certain temps, avant d'agresser soudainement Stürzenberger alors qu'il était seul. Deux sympathisants de Pax Europa qui se trouvaient à proximité ont également été poignardés lorsqu'ils ont tenté d'intervenir.
L'agresseur s'en est pris à nouveau à Stürzenberger, le plaquant au sol et le poignardant à plusieurs reprises, avant d'être rapidement saisi et traîné par des passants, dont un réfugié assyrien irakien de 34 ans. Une autre personne a frappé l'Irakien par erreur, ce qui l'a amené à desserrer son étreinte et l'agresseur s'est libéré, poignardant deux des personnes qui tentaient de le maîtriser, un troisième membre de Pax Europa et l'Irakien. Pendant ce temps, de nombreuses personnes n'arrêtaient pas de crier « (mettez) le couteau à l'écart ! ».
Un policier, identifié comme étant Rouven Laur, 29 ans, a jeté un homme en bleu au sol, où il s'est retrouvé à plat ventre sur le dos et n'a pas résisté. Laur s'est ensuite détourné de l'agresseur et a immobilisé l'homme en bleu en s'agenouillant sur lui, ce qui a permis à l'agresseur de contourner Laur et de le poignarder dans le cou. Un autre policier a ensuite tiré sur l'agresseur sans le tuer.

## Suspect
Le principal suspect de l'agression au couteau a été identifié comme un réfugié afghan de 25 ans, Sulaiman Ataee, ancien résident de Herat, qui s'est installé en Allemagne en 2013 en tant que mineur non accompagné. Sa demande d'asile a été rejetée en 2014, mais il n'a pas pu être expulsé parce qu'il était mineur. Il vivait à Heppenheim au moment de l'attentat, à environ 30 km de Mannheim. Il aurait eu un permis de séjour valide, se serait marié en 2019 et aurait eu deux enfants. Les autorités allemandes ne l'avaient pas repéré en tant qu'extrémiste avant l'attentat. Selon Der Spiegel, les enquêteurs pensent que les motivations islamistes sont probables. L'Office national des enquêtes criminelles du Bade-Wurtemberg a annoncé qu'un mandat d'arrêt pour tentative de meurtre lui avait été délivré et que son appartement avait été perquisitionné.
À la suite de l'attentat, Ataee est opéré d'urgence et plongé dans un coma artificiel à l'hôpital Theresien pendant environ deux semaines. Le 17 juin, il a été placé en garde à vue, mais depuis le 4 juillet, il n'a pas été jugé capable d'être interrogé. Un tribunal fédéral a inculpé Ataee de meurtre, de tentative de meurtre et de lésions corporelles dangereuses.

## Conséquences
L'événement s'est produit environ une semaine avant l'élection du Parlement européen du 9 juin 2024, organisée en Allemagne en même temps que certaines élections régionales et locales. Deux jours après l'attaque, une déclaration publique publiée par la police de Mannheim et le bureau de la police criminelle du Bade-Wurtemberg a déploré la mort du policier qui a perdu la vie en essayant de contrôler la situation et de mettre fin à la violence.
Une veillée publique a été organisée sur la place du marché où l'agression a eu lieu. Au même moment, des membres de Young Alternative ont organisé une manifestation anti-immigration sur la place du marché, qui a été accueillie par des contre-manifestants, dont des membres d'organisations Antifa.
Le 3 juin, un service commémoratif a été organisé à Mannheim en l'honneur du policier assassiné, auquel ont assisté environ 8 000 personnes. Le doyen de l'Église jésuite, Karl Jung, et l'imam de la mosquée Yavuz Sultan Selim, Mustafa Aydinli, ont prononcé des discours. Entre-temps, un utilisateur de TikTok connu sous le pseudonyme d'« Imam Meti », qui a appelé au meurtre de « tous les ex-musulmans et tous ceux qui critiquent l'islam » à la suite de l'attaque, a été identifié plus tard comme le Kosovar Muhamed R., âgé de 35 ans et né à Pristina, selon un rapport de l'Office fédéral de la police criminelle (BKA) et de l'Office fédéral de protection de la Constitution[34][35].
Le 5 juin, Heinrich Koch, candidat local de l'AfD au conseil municipal, a été hospitalisé pour des blessures sans gravité après avoir été poignardé à Mannheim.
Lors de la session de l'Abgeordnetenhaus de Berlin du 6 juin, lorsqu'un orateur a mentionné (avec un double sens en allemand) « ... la terrible mort de Mannheim ... “, Tuba Bozkurt, membre de l'Alliance 90/Les Verts, a plaisanté en disant ” Mannheim est mort ? », provoquant des rires parmi les autres membres, selon le protocole. Le chef du parti Omid Nouripour et Bozkurt elle-même se sont excusés.
Le 7 juin, une semaine après l'attentat, la section du Baden-Württemberg de l'Alternative pour l'Allemagne (AfD) a voulu organiser un rassemblement commémoratif sur le site de l'attentat. Bien que plusieurs autres événements aient eu lieu à cet endroit depuis l'attentat, la ville a refusé, affirmant que du 4 au 16 juin, seul le deuil individuel était autorisé, comme l'indiquait un panneau. Après un appel, une juridiction supérieure a confirmé l'interdiction. L'AfD a dû se déplacer sur une autre place, la Paradeplatz.

## Réactions
Le chancelier allemand Olaf Scholz a déclaré sur X que les images étaient "terribles", que de tels actes de violence étaient "absolument inacceptables" et que "l'auteur doit être sévèrement puni". Il a ensuite déclaré qu'il fallait agir contre la violence politique extrémiste de ceux qui tentent de restreindre l'espace démocratique de discussion, quelle que soit leur orientation politique ou religieuse.
La ministre fédérale de l'Intérieur, Nancy Faeser, a déclaré qu'il appartenait aux enquêteurs de déterminer le motif de l'acte, ajoutant que « si l'enquête révélait un motif islamiste, cela confirmerait une fois de plus le grand danger que représentent les actes de violence islamistes, dont nous avons déjà parlé ».
Le ministre de l'intérieur de Rhénanie-du-Nord-Westphalie, Herbert Reul, a déclaré qu'il fallait renforcer les mesures de contrôle de la possession et de l'utilisation violente d'armes blanches en mettant davantage l'accent sur la politique de sécurité, sur des sanctions plus sévères et sur l'éducation aux dangers qu'elles représentent.
Konstantin von Notz, homme politique du parti vert, et Konstantin Kuhle, vice-président du FDP, ont tous deux condamné toute personne faisant l'apologie de l'acte de violence, ce dernier déclarant que toute personne ayant célébré publiquement l'agression au couteau devrait faire l'objet de poursuites pénales immédiates et sévères, et que les associations musulmanes devaient faire des déclarations claires dénonçant l'utilisation et l'apologie de la violence afin d'éviter de nouvelles agressions.
Le 30 août 2024, un vol d'expulsion avec 28 Afghans, tous des criminels de sexe masculin, a quitté Berlin pour l'Afghanistan, le premier vol de ce type depuis que les Talibans ont pris le pouvoir dans le pays en 2021. Le même jour, un porte-parole du gouvernement allemand a déclaré que des « efforts intensifs » avaient été déployés depuis l'agression au couteau de Mannheim afin d'expulser vers l'Afghanistan et la Syrie les migrants ayant commis des crimes graves. Plus tôt après l'agression au couteau, le chancelier Scholz avait annoncé que les expulsions vers ces deux pays seraient à nouveau possibles dans le cas des criminels les plus dangereux et des personnes soupçonnées de terrorisme.